# Brina uremica

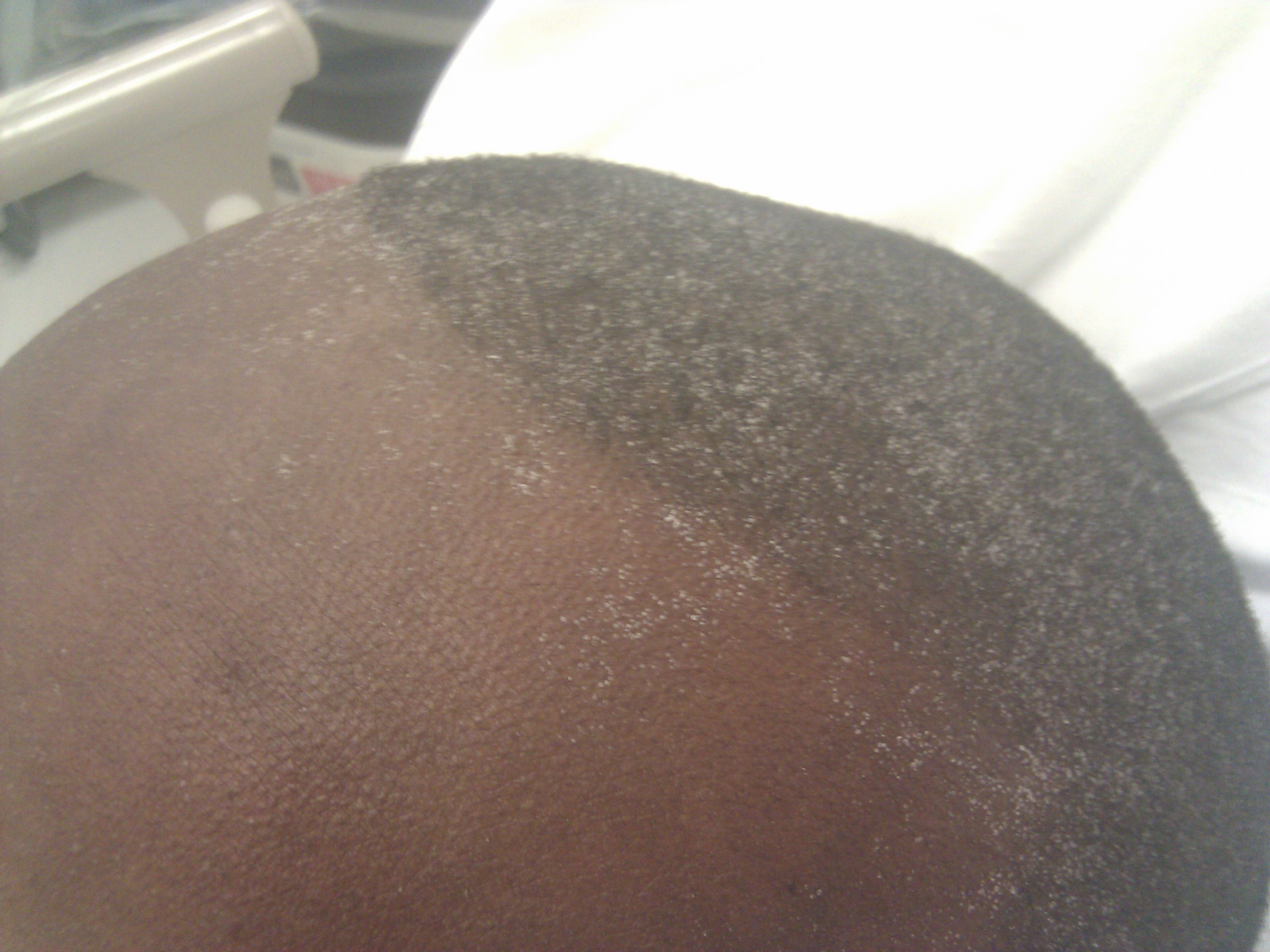
Brina uremica

La brina uremica (o, anche, rugiada uremica) è un segno clinico che si manifesta in condizioni uremiche, fase terminale dell'insufficienza renale cronica.
Essa consiste nella deposizione di una polverina formata da cristalli di urea, evidenziabile soprattutto sulla cute di gote, naso, palpebre e petto: l'urea, non adeguatamente eliminata attraverso le urine e quindi veicolata nel sudore, raggiunge queste sedi anatomiche.
Da quando l'introduzione dell'emodialisi nella terapia dell'insufficienza renale cronica ha permesso di arrestare la progressione verso la fase critica uremica questo segno è quasi scomparso.